# 야구 기록
야구의 각종 통계 기록은 중요한 의미를 갖는데 팀과 선수들의 능력과 성과를 보여주는 좋은 수치이기 때문이다. 야구의 태동과 함께 야구의 기록은 생겨났으며, 중요한 요소로 인식되어 왔다. 각종 프로 리그에서 수많은 의미 있는 기록들이 양산되고 유지되고 있다.

## 야구 기록 시스템
일반적인 야구 기록 방식은 선수출신의 기록원이 경기를 참관하며 기록한다. 선수 입장에서 야구기록은 매우 중요하기 때문에 기록원의 판단과 기록된 자료가 중요하다. 실제로 KBO에서는 공식 기록원이 내린 판정을 수정해주지 않아 선수들의 공분을 사기도 했다.
사회인 야구단은 이러한 기록원은 협회, 팀 단위로 고용하여 진행한다. 일반적으로 야구 커뮤니티를 통해 기록원을 고용하고 데이터를 별도로 보관하거나 온라인에 업로드하는 방식으로 내,외부에서 공유한다. 이 과정은 다소 불확실할 수 있는 기록을 야기할 수 있어 경기영상을 촬영하고 영상을 통해 경기기록의 정합도를 올리는 방식도 있다. 구체적으로 스포비에 따르면 경기시작 > 경기녹화 > 경기종료 > 영상 기록(영상을 통한 기록 산정) > 기록 검증 > 기록 등록 순서로 이루어진다.

## 타격 기록
| 용어                     | 영어 약자   | 영어 용어                  | 용어 설명 |
| ------------------------ | ----------- | -------------------------- | --- |
| 단타(1루타)              | 1B          | Single                     | 타격 후 상대의 실책 없이 타자 주자가 1루에 안착하는 것                                                                             |
| 2루타                    | 2B          | Double                     | 타격 후 상대의 실책 없이 타자 주자가 2루에 안착하는 것                                                                             |
| 3루타                    | 3B          | Triple                     | 타격 후 상대의 실책 없이 타자 주자가 3루에 안착하는 것                                                                             |
| 타수                     | AB          | At Bat                     | 타격 행위를 완료한 타석의 수. 볼넷, 몸에 맞는 볼, 희생타, 타격방해 혹은 기타 방해행위는 포함하지 않는다.                           |
| 홈런당 평균 타수         | AB/HR       | AB/HR                      | 타수 수를 홈런으로 나눈 값 |
| 타율                     | BA, AVG     | Batting Average            | 안타 수를 타수로 나눈 값 |
| 볼넷/ 4구                | BB          | walk                       | 타자가 4개의 볼 판정을 얻어 1루로 진루하는 것                                                                                      |
| 볼넷 대 삼진 비율        | BB/K        | BB/K                       | 타자가 얻은 볼넷의 수를 삼진 수로 나눈 값                                                                                          |
| 장타                     | XBHs        | Extra Base Hits            | 2루타, 3루타, 홈런의 수를 더한 값                                                                                                  |
| 야수선택                 | FC          | Fielder's Choice           | 루 상에 있는 다른 주자를 잡기 위해 타격 행위를 행한 타자 주자가 1루에 안착한 경우                                                  |
| 땅볼 대 플라이볼 비율    | GO/AO       | GO/AO                      | 땅볼의 수를 플라이볼의 수로 나눈 값                                                                                                |
| 병살타                   | GDP or GIDP | Ground Into Double Play    | 내야 땅볼을 쳐서 병살이 된 경우 (주자가 홈에 들어와 득점에 성공하더라도 병살타를 친 타자에게는 타점이 주어지지 않는다.)            |
| 만루 홈런                | GS          | Grand Slam                 | 만루시 홈런을 친 경우, 타자에게는 4타점이 부여                                                                                     |
| 안타                     | H           | Hits                       | 타격 후 수비에러 없이 타자주자가 루에 안착하는 것. 단타, 2루타, 3루타, 홈런 등을 통칭한다.                                         |
| 몸에 맞는 볼/ 사구(死求) | HBP         | Hit By Pitch               | 투수의 투구가 타자의 몸에 맞는 경우 타자는 1루로 진루할 권리를 얻음.                                                               |
| 홈런                     | HR          | Home Run                   | 타자의 타구가 페어 라인 폴대 안쪽의 외야 담장을 넘거나 혹은 수비 에러없이 모든 루를 다 밟았을 경우(그라운드 홈런) 홈런이라고 한다. |
| 고의사구                 | IBB         | Intentional Base on Balls  | 투수가 상대 타자와의 승부를 피하기 위해서 고의적으로 볼넷을 주는 경우                                                              |
| 삼진                     | SO          | Strike Out                 | 타자가 3번째 스트라이크 판정을 받는 경우 삼진으로 아웃처리 됨                                                                      |
| 잔루                     | LOB         | Left On Base               | 루 상의 주자를 불러들이지 못하고 해당 공격이닝이 끝나는 경우 남아 있는 모든 주자의 수                                              |
| 출루율                   | OBP         | On Base Percentage         | 타자가 루에 진루한 수(안타, 볼넷, 몸에 맞는 볼)를 타수+볼넷+몸에 맞는 볼+희생타를 합한 값으로 나눈 것                              |
| OPS                      | OPS         | On-base Plus Slugging      | 출루율과 장타율을 더한 값 |
| 타석                     | PA          | Plate Appearance           | 타격 행위를 하기 위해 타석에 들어선 수                                                                                             |
| 타수                     | AB          | At Bat                     | 타석수에서 사사구, 희생타 등을 제외한 횟수                                                                                         |
| 타점                     | RBI         | Run Batted In              | 타격 행위로 인한 득점. 병살타나 실책으로 인한 출루는 제외                                                                          |
| 득점권                   | RISP        | Runner In Scoring Position | 주자가 득점권에 있을 경우 |
| 도루성공률               | SB%         | Stolen Base Percentage     | 도루 성공한 확률. 도루수를 도루 시도수로 나눈 값                                                                                   |
| 희생 플라이              | SF          | Sacrifice Fly              | 주자가 득점할 수 있도록 하는 외야 플라이                                                                                           |
| 희생 번트                | SH          | Sacrifice Hit              | 주자가 진루할 수 있도록 하는 희생 번트의 수                                                                                        |
| 장타율                   | SLG         | Slugging Average           | 총루타수를 타수로 나눈 값 |
| 순장타율                 | isoP        | Isolated Power             | 장타율에서 타율은 뺀 값. {2루타 + 2×3루타 + 3×홈런} / 타수'로 구하기도 한다.                                                       |
| 총루타                   | TB          | Total Bases                | 단타는 1, 2루타는 2, 3루타는 3, 홈런은 4로 환산하여 모두 더한 것                                                                   |

## 주루 기록
| 용어                     | 영문 약자 | 영문 용어              | 설명 |
| ------------------------ | --------- | ---------------------- | --- |
| 도루                     | SB        | Stolen Base            | 타격이나 볼넷, 몸에 맞는 볼과 상관없이 주자 자신의 힘으로 진루에 성공한 경우                                                       |
| 무관심 도루(무관심 진루) | DI        | Defensive Indifference | 야수들이 도루하는 주자를 잡으려는 의지가 없을 경우(대개 점수차가 많이 벌어져서 추가 득점이 별 의미없을 때) 도루로 기록되지 않는다. |
| 도루실패                 | CS        | Caught Stealing        | 주자가 도루를 시도 했으나 태그 아웃된 경우                                                                                         |
| 득점                     | R         | Runs Scored            | 주자가 본루를 정상적이고 안전하게 밟은 횟수                                                                                        |

## 투구 기록
| 용어               | 영문 약자 | 영문 용어                                 | 설명 | |
| ------------------ | --------- | ----------------------------------------- | --- | --- |
| 평균 자책점        | ERA       | Earned Run Average                        | 게임당 투수가 내준 점수, 즉 투수 자책점의 평균이다.(총 자책점/(총 이닝 수/9)) | |
| 자책점             | ER        | Earned Run                                | 다른 수비에러 없이 실점하는 경우 이 실점은 투수의 책임이므로 투수의 자책점이다.(참고로 자신이 내보낸 주자가 후속 계투에 의해 홈 베이스로 들어와 득점하는 경우 자신의 자책점으로 처리한다.) | |
| 이닝당 출루 허용률 | WHIP      | Walks plus hit divided by Innings Pitched | 말 그대로 이닝당 평균적으로 몇 명의 타자를 출루시켰냐를 뜻한다. 즉 총 출루 허용수(총 피안타수 + 총 볼넷수)를 이닝수로 나눈다. | |
| 승전               | W         | Win                                       | 자신의 등판 때 처음으로 리드를 하였고 리드 상태로 경기가 종료되는 경우 자신은 승전 투수가 된다. 역전이나 동점이 되는 경우는 승리로 인정되지 않는다.(단, 선발 투수는 최소 5이닝을 뛰어야 승전 투수가 될 수 있다. 다만, 5이닝 콜드 게임에서는 4이닝을 뛰어야 한다.) | |
| 패전               | L         | Lose                                      | 자신의 등판 때 자신의 자책점에 의해 경기에서 패배하는 경우 자신은 패전 투수가 된다. 이때 처음으로 점수가 뒤지기 시작한 때의 투수가 패전 투수이다..(만약 0-2로 지고 있는 상황에서는 자신이 몇 점을 실점해도 자신은 패전 투수가 되진 않는다.) | |
| 세이브             | S/SV      | Save                                      | 다음 조건 중 하나를 만족하면 세이브 투수가 된다. 세이브 투수는 한 경기당 1명밖에 될 수 없다.(가능한 투수 중 마지막으로 등판한 투수. 나머지는 홀드로 처리됨.)① 자기 팀이 3점 이하의 리드를 하고 있을 때 출장하여 최저 1이닝을 투구하였을 경우 ② 베이스에 있는 주자 또는 상대하는 타자 또는 그 다음 타자가 득점하면 동점이 되는 상황에서 출장하였을 경우 ③ 최저 3이닝 이상 효과적인 투구를 하였을 경우. | |
| 홀드               | H         | Hold                                      | HLD | 자신이 승리나 세이브를 얻지는 못했으나 자기 팀이 리드한 상황에서 중간 계투로 등판해 세이브 조건을 충족시키고 물러난 경우에 주어진다. |
| 투구 이닝수        | IP        | Inning Pitched                            | 투구한 이닝수를 말한다. | |
| 피안타             | H         | Hits                                      | 투수가 투구한 공을 상대 타자가 쳐서 안타를 허용한 수이다. | |
| 피홈런             | HR        | Home Runs                                 | 투수가 투구한 공을 상대 타자가 쳐서 홈런을 허용한 수이다. | |
| 사사구             |           |                                           | 투수가 투구를 해서 볼넷(BB) 또는 몸에 맞는 볼(HBP)를 허용한 수이다. | |
| 탈삼진             | SO, K     | Strike Out                                | 한 명의 타자를 상대로 한 타석에서 스트라이크 3개를 잡아 타자를 삼진 아웃 시키는 경우이다. | |
| 실점               | R         | Runs Allowed                              | 투수의 책임이든 아니든 투수가 등판해 있을 때 상대에게 허용한 점수이다. | |
| 완투               | CG        | Complete Game                             | 자신이 경기의 모든 이닝을 투구한 경우이다. | |
| 완봉               | SHO       | Shutout                                   | 경기 종료전까지 실점하지 않고 모든 이닝을 끝낸 경우이다. | |
| 노히트 노런        |           | No-Hit No-Run(No hitter)                  | 투수가 상대 타자들을 상대로 실책, 볼넷등으로 주자의 출루는 허용하였으나 안타를 하나도 허용하지 않고 무실점으로 경기를 끝내는 경우이다. | |
| 퍼펙트 게임        |           | Perfect Game                              | 투수가 상대 타자들을 상대로 안타나 볼넷, 몸에 맞는 볼 등을 하나도 허용하지 않고 경기를 끝내는 경우이다. | |

퀼리티 스타트||QS||quality starts||최소 6이닝을 던지고 3점 이하의 자책점을 기록한 투수에게 돌아가는 기록이다.

## 기타 기록
| 용어        | 영어 약자 | 영어 용어   | 용어 설명                                                                    |
| ----------- | --------- | ----------- | ---------------------------------------------------------------------------- |
| 병살        | DP        | Double Play | 2명의 주자를 한 번의 수비 상황에서 아웃 처리                                 |
| 삼중살      | TP        | Triple Play | 3명의 주자를 한 번의 수비 상황에서 아웃 처리                                 |
| 콜드 게임   |           | Called Game | 5회 이후 부득이 게임을 종료해야 할 경우 현재까지의 점수로 승부를 가리는 게임 |
| 노 게임     |           | No Game     | 5회 전에 종료되어 승부가 기록되지 않은 게임                                  |
| 끝내기 홈런 |           |             | 9회말 또는 연장전에서 홈런을 쳐내 경기를 종료                                |
| 끝내기 볼넷 |           |             | 9회말 또는 연장전 만루 상황에서 밀어내기 볼넷으로 경기를 종료                |

## 같이 보기
- 사이 영 상
- 투구 (야구)
- 레트로시트
- 세이버메트릭스
- 실버 슬러거 상
- 미국야구연구협회
- 스트라이크 존